# Timandra fastosa
Timandra fastosa är en fjärilsart som beskrevs av Louis Beethoven Prout 1938. Timandra fastosa ingår i släktet Timandra och familjen mätare. Inga underarter finns listade i Catalogue of Life.